# Thalerhof

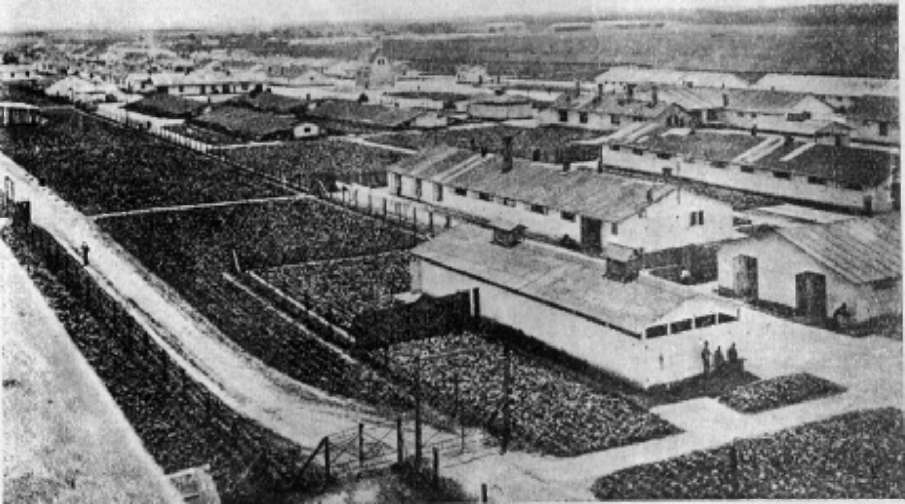
El campo en 1917.

Thalerhof (4 de septiembre de 1914 — 10 de mayo de 1917), también conocido por su nombre rusificado Talergof, fue un campo de concentración creado por las autoridades austrohúngaras para la población rusa, cristianos ortodoxos, población rusina, y rusófila de Galicia ucraniana a principios de la I Guerra Mundial en un valle arenoso de los Alpes, cerca de Graz, en actual Austria. Es considerado el primer campo de concentración de sentido actual de la noción en el territorio de Europa.

## Historia
Era el primer lugar a donde comenzaron a deportar la población rusa y de otras minorías étnicas rusófilas de Galicia ucraniana por denuncias de polacos y ucranianófilos locales con el pretexto de supuesta simpatía a la Triple Entente. Entre los internados en el campo de concentración, además de los prisioneros políticos, se encontraban también mujeres, niños y numerosos sacerdotes ortodoxos.
El primer grupo de lemkos, ucranianos de Bukovina y rusinos estuvieron prisioneros allí el 4 de septiembre de 1914. Para el 10 de mayo de 1917 al campo entraron más de 20.000 personas. 
Las primeras barracas comenzaron a construirse solo en invierno de 1915. Hasta entonces miles de personas estuvieron a la intemperie en condiciones antisanitarias tremendas. Según uno de los reportes austriacos para el 9 de noviembre de 1914 en el campo se encontraban 5.700 rusófilos de 151 aldea de la región lemka. Solo en el primer medioaño del funcionamiento del campo murieron cerca de 3 mil personas.
Según el congresista de los EE. UU. Medill McCormick los prisioneros estaban golpeados y torturados. Aleksandr Makovski en sus memorias atestigua: "Por cualquier inadvertencia daban bayonetazos hasta la muerte. Cada mañana junto a las barracas se encontraba unos cadáveres ensangrentados". Basilio Vávrik, un exprisionero del campo de concentración, escribe: "La muerte natural en Talergof era una cosa rara - allí se implantaba por el veneno de males contagiosas. La muerte violenta desfilaba triunfando por Talergof. No había ningún habla de tratamiento médico"; "Nadie escuchaba sus llantos, nadie prestaba atención a su martirio; a la vez todos guardianes, todos los celadores, cada alemán y no sólo alemán, sino cualquiera que deseara, cada soldado podía mofarse de ellos de un modo más salvaje y cruel".

## Prisioneros más conocidos
- Yaroslav Kachmárchik (1885-1944), el presidente de la República Lemko-Rusina entre 1918-1920.
- Nikolái Antonévich (1840—1919), histórico, publicista, político galiciano-ruso, diputado del Seim galiciano y Parlamento austriaco.
- Basilio Vávrik (1889-1970), escritor, poeta, historiador y folclorista galiciano-ruso y rusino.
- Nikolái Glebovitski (1876—1918), escritor y político galiciano-ruso, diputado del Parlamento austriaco.
- Yuri Demiánchik (1896—1974), filólogo galiciano-ruso.
- Metodio Trojanóvski (1885-1947), pedagogo y activista político lemko.